# Feliz Navidad
«Feliz Navidad» (с исп. — «Счастливого Рождества») — рождественская песня, написанная в 1970 году пуэрто-риканским певцом Хосе Фелисиано. Один из классических музыкальных символов католического Рождества и нового года в США (наряду с «Jingle Bells») и странах Латинской Америки, пользующаяся популярностью и в остальном мире.

## Основная информация
Впервые записана и издана в 1970 году 1-м треком в составе «José Feliciano Christmas Album» (позднее также переименованного «Feliz Navidad») и синглом вместе в рождественской песней Кэтрин Дэвис «The Little Drummer Boy».
Текст песни представляет собой повторение традиционных рождественско-новогодних поздравлений на испанском (исп. «Feliz Navidad, Prospero Año y Felicidad», букв. «Счастливого Рождества, успешного года и счастья») и английском языке (англ. «I wanna wish you a merry Christmas from the bottom of my heart», букв. «Я хочу пожелать вам весёлого Рождества от всего сердца»).
Со времени своего написания двуязычная песня-поздравление стала наиболее известным произведением автора в США и одной из наиболее популярных рождественских песен в мире, входящих в классику жанра. Записанная Фелисиано версия песни, в которой он, помимо собственно пения, участвует в аранжировке на двух инструментах (гитаре и пуэрто-риканском куатро) является одной из наиболее часто скачиваемых и ротируемых в радиоэфире рождественских композиций.
Как минимум, с конца 20-го века песня удерживается в списке «Топ-25 праздничных песен любого жанра», регулярно обновляемом «Американским обществом композиторов, авторов и издателей» (ASCAP). По итогам двадцатого века композиция занимала в этом списке 24-ю строчку, в последующем передвинувшись выше в этом списке, удерживаясь в течение, по крайней мере, нескольких лет между 13-й и 15-й позициями и заняв 15-ю строчку списка по результатам первой декады 21-го века. Оставаясь в течение долгого времени в «общем» списке, «Feliz Navidad» продолжительное время возглавляет «Топ-25» той же институции по праздничным песням латиноамериканского радиоэфира различного формата.

## Места в чартах
Billboard (США)
- Latin Pop Songs — № 28[17]
- Holiday Songs — № 3[18]
- Holiday Airplay — № 2[19]

Sverigetopplistan (Швеция)
- №34[20]

Ö3 Austria Top 40 (Австрия)
- № 37[21]

Media Control Charts (Германия)
- Песня регулярно возвращается в чарт на предрождественской неделе и достигала, по крайней мере, 33-й позиции чарта и популярности до 21,5 % уровня лидера соответствующей недели[22]

## Кавер-версии
Пользуясь популярностью, песня неоднократно записывалась в исполнении, ремиксе или переводе на другие языки другими музыкантами, в числе которых
- эстонский кавер под названием «Этот напев» (эстонский текст Х.Кяо) в исполнении ВИА «Апельсин (группа)» (издан в 1981 году, запись 1980 года)
- Три тенора (в составе альбома «The Three Tenors Christmas», издан в октябре 2000[23])
- Кантри-певец Клэй Уокер[англ.] (в составе альбома «Christmas », издан в сентябре 2002[24])
- Диско-группа «Boney M.» (в составе двойного альбома «Feliz Navidad: a Wonderful Christmas», издан в ноябре 2010[25])
- Поп-джазовый крунер Майкл Бубле в дуэте с поп-певицей Талией (в составе альбома «Christmas»[26] и отдельно синглом «Mis Deseos/Feliz Navidad»[27], оба изданы в октябре 2011)
- Опера-поп бой-бэнд «Il Volo» (в составе альбома «Buon Natale: The Christmas Album»[28] и отдельно синглом «Mis Deseos/Feliz Navidad»[29], оба изданы в октябре 2013)
- Walk off the Earth, в декабре 2014.[30]
- Финская рок-певица Тарья Турунен (в составе рождественского альбома «From Spirits and Ghosts (Score for a Dark Christmas)», издан в ноябре 2017)

а также неоднократно использовалась в фильмах и телесериалах как традиционный фон рождественского «сеттинга» (в частности, в 10-й серии 4-го сезона телесериала «Хор»).
- Участники K-pop бойзбенда BTS : Ким Сокчин и Чон Хосок в 2019 году на новогоднем шоу SBS выступили со своей версией песни в более энергичной теме и с неким посылом в танце.

### Расистская пародия 2009 года
В декабре 2009 года еженедельное американское издание правоконсервативного толка «Human Events», разместило на своём веб-сайте пародию на «Feliz Navidad» под названием «The Illegal Alien Christmas Song» (букв. «Рождественская песня нелегального иммигранта») или, по первой строчке-рефрену, «Illegals in My Yard», сочинённую радиопродюсерами Мэттом Фоксом и А.Дж. Райсом.
Пародия, основанная на стереотипах о латиноамериканских иммигрантах и изображающая их пьяницами, преступниками и разносчиками болезней, вызвала возмущение ряда сообществ и СМИ. 23 декабря 2009 года на официальном сайте автора оригинальной рождественской песни Хосе Фелисиано (в целом спокойно относящегося к ироническому пародированию своих песен), было опубликовано следующее заявление:

Хосе и его команда возмущены этой пародией, использующей тему нелегальной иммиграции в США. «Эта песня всегда была мостом между двумя дорогими для меня культурами и не должна использоваться как носитель политических платформ, расизма и ненависти. Это отвратительно, и я хотел бы как можно скорейшего прекращения подобного в отношении себя и своей песни»
Оригинальный текст (англ.)Upon hearing a parody regarding the heated topic of the illegal immigration situation in America, Jose and his Team are revolted beyond words. "This song has always been a bridge to the cultures that are so dear to me, never as a vehicle for a political platform of racism and hate. It’s disgusting and my only wish that my song and I are distanced from the whole affair as soon as possible."
Вскоре пародия была убрана с сайта «Human Events» (успев, впрочем, распространиться по интернету), а редактор издания Джед Бэббин извинился через «Ассошиэйтед Пресс» перед музыкантом.